# Fontaine Octave Gréard
Le Monument à Octave Gréard, dit aussi fontaine Octave Gréard, est situé dans le 5e arrondissement de Paris, dans le square Samuel-Paty, situé place Paul-Painlevé en face de l'entrée du Musée de Cluny.

## Historique
Le monument fut réalisé en 1909 pour rendre hommage à Octave Gréard, vice-recteur de l'Université de Paris, membre de l’Académie française et grand réformateur de l'enseignement au côté de Jules Ferry. Il fut à l'origine de la création des lycées pour les jeunes filles.

## Description
Le buste d'Octave Gérard sculpté par Jules-Clément Chaplain est posé sous un arc évidé. Le bas-relief représentant une jeune fille, l'institutrice, tenant un livre ouvert sur ses genoux avec un élève à ses côtés, est également l’œuvre de Jules-Clément Chaplain. L'enfant tend le bras muni d'un bouquet dans la direction du buste du grand homme pour rendre l'hommage à l'Instruction publique, dont il était un des auteurs.
Les deux modestes filets d'eau complètent le monument en s'écoulant en douceur dans un petit bassin.

## Galerie

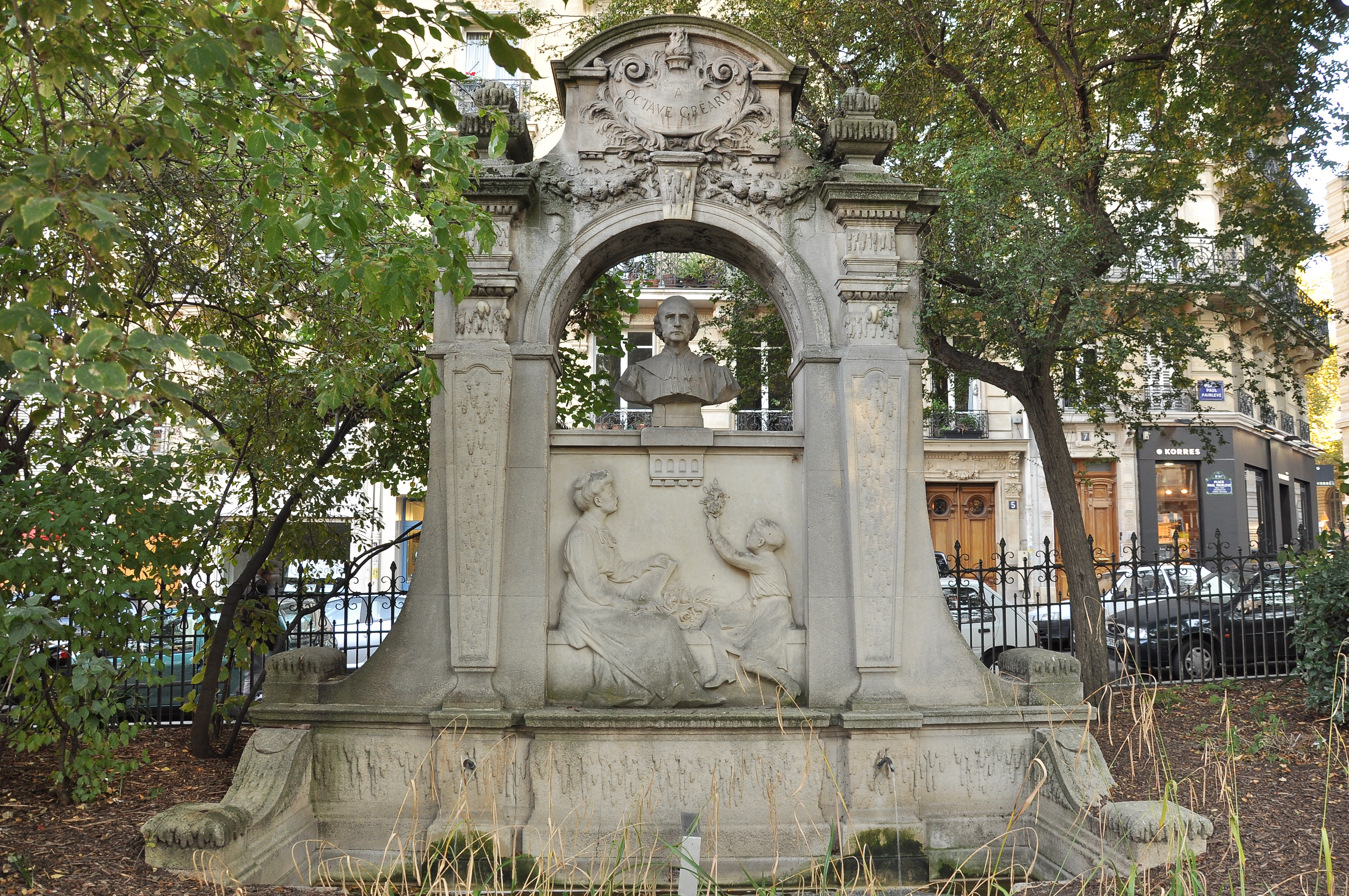
Vue d'ensemble
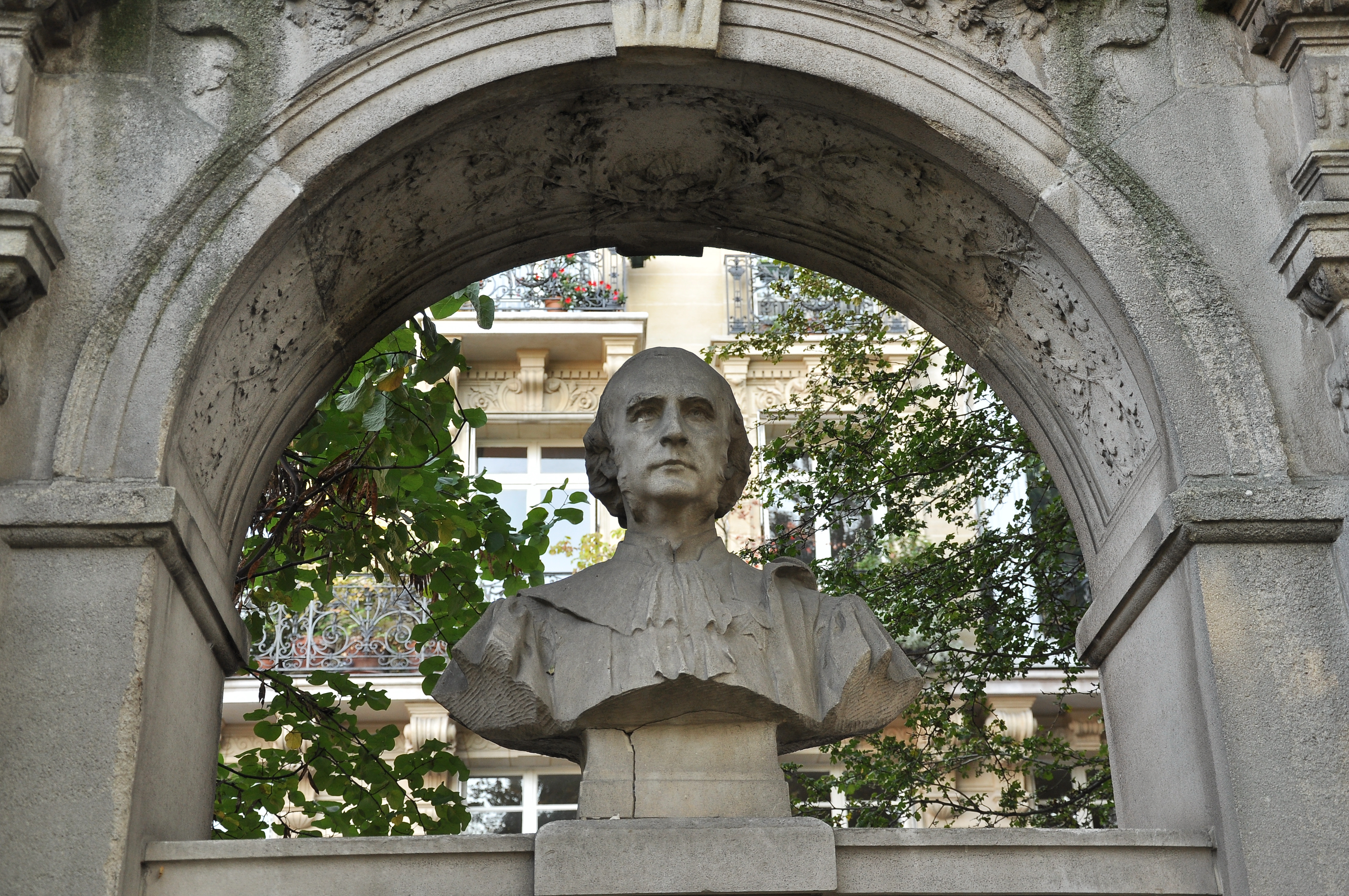
Buste d'Octave Gréard
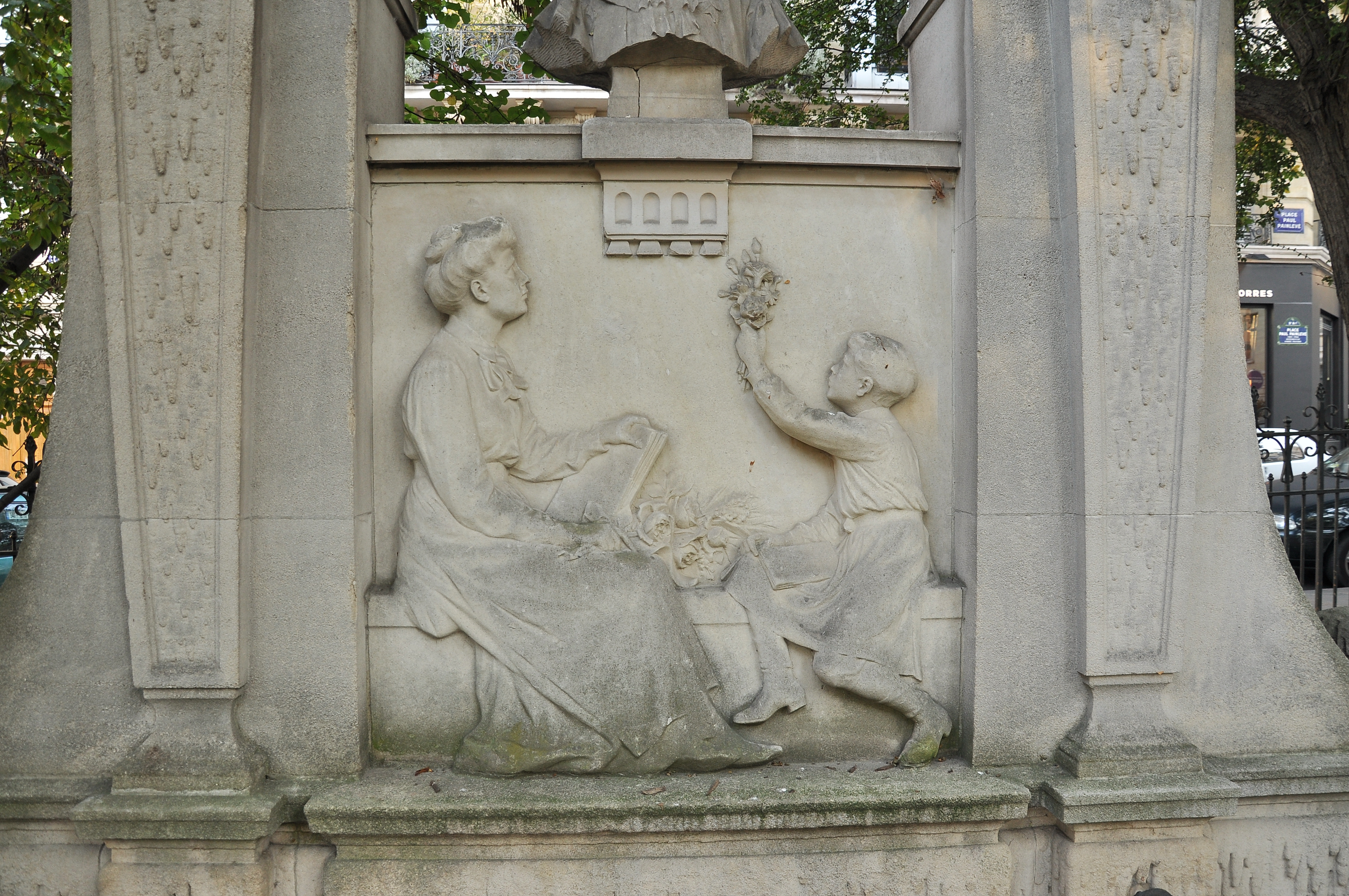
Bas-relief
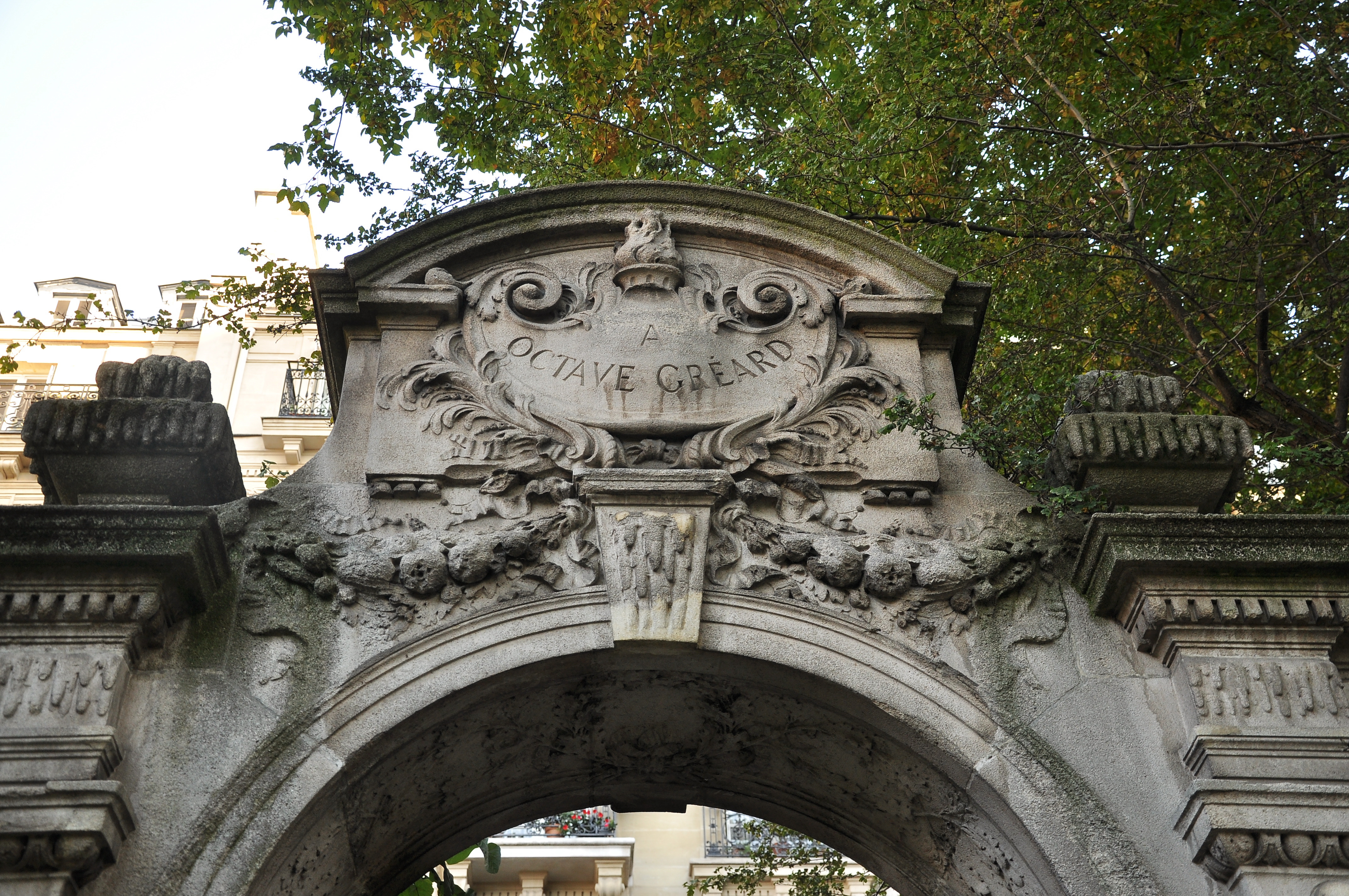
Détail de l'arche sculpté